# Aziatische auto in 1959
Dit artikel geeft een overzicht van alle Aziatische personenwagens geproduceerd in 1959 door een significante autoconstructeur. De auto's staan alfabetisch gerangschikt per merk. Hier staan enkel Aziatische merken, ongeacht of ze eigendom zijn van een niet-Aziatisch concern. Ook gaat het om constructeurs die algemeen bekend zijn met auto's die algemeen voor het publiek verkrijgbaar zijn. 
| Isuzu |                  | concern:    | Onafhankelijk |
| Isuzu | divisie:         |             |               |
| Isuzu | merk:            | Isuzu Japan |               |
| Isuzu | model:           | Minx        |               |
| Isuzu | einde productie: | 1964        |               |
| Isuzu | productieaantal: | ?           |               |

| Mitsubishi Motors Corporation |                  | concern:                            | Onafhankelijk |
| Mitsubishi Motors Corporation | divisie:         |                                     |               |
| Mitsubishi Motors Corporation | merk:            | Mitsubishi Motors Corporation Japan |               |
| Mitsubishi Motors Corporation | model:           | A 10                                |               |
| Mitsubishi Motors Corporation | einde productie: | 1962                                |               |
| Mitsubishi Motors Corporation | productieaantal: | ?                                   |               |

| Nissan |                  | concern:       | Onafhankelijk |
| Nissan | divisie:         |                |               |
| Nissan | merk:            | Nissan Japan   |               |
| Nissan | model:           | Sportscar S211 |               |
| Nissan | einde productie: | 1964           |               |
| Nissan | productieaantal: | ?              |               |

| Nissan |                  | concern:     | Onafhankelijk |
| Nissan | divisie:         |              |               |
| Nissan | merk:            | Nissan Japan |               |
| Nissan | model:           | Bluebird 310 |               |
| Nissan | einde productie: | 1961         |               |
| Nissan | productieaantal: | ?            |               |

| Prince |                  | concern:     | Onafhankelijk |
| Prince | divisie:         |              |               |
| Prince | merk:            | Prince Japan |               |
| Prince | model:           | Gloria       |               |
| Prince | einde productie: | 1964         |               |
| Prince | productieaantal: | ?            |               |